# Onobrychis pulchella
Onobrychis pulchella är en ärtväxtart som beskrevs av Alexander Gustav von Schrenk. Onobrychis pulchella ingår i släktet esparsetter, och familjen ärtväxter. Inga underarter finns listade i Catalogue of Life.